# Andrzej Karcz

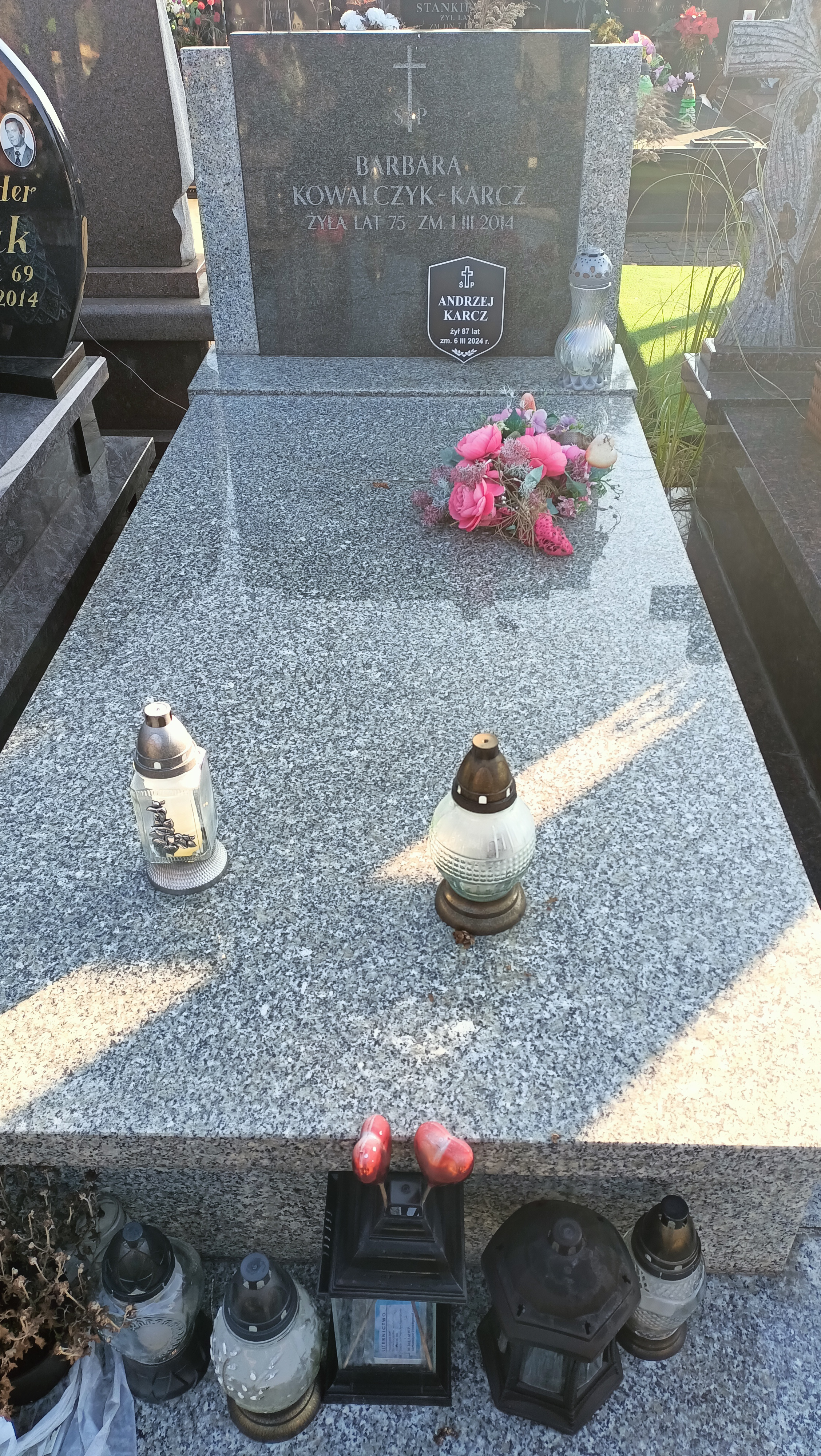
Grób Andrzeja Karcza na cmentarzu w Pyrach

Andrzej Karcz (ur. 4 grudnia 1936 we Lwowie, zm. 6 marca 2024 w Warszawie) – polski lekarz chirurg, w młodości lekkoatleta - sprinter i skoczek w dal. 
Początkowo specjalizował się w skoku w dal, później skoncentrował się na sprintach. Wystąpił w biegu na 200 metrów na mistrzostwach Europy w 1962 w Belgradzie, ale odpadł w eliminacjach. 
W roku 1959 wynikiem 20,9 s wyrównał rekord Polski w biegu na 200 m należący do Mariana Foika. Był wicemistrzem Polski w biegu na 200 metrów w 1960 oraz w sztafecie 4 × 100 metrów w 1961 i 1962, a także brązowym medalistą w biegu na 100 metrów w 1961 i w biegu na 200 metrów w 1961 i 1962.
W latach 1956–1962 wystąpił w jedenastu meczach reprezentacji Polski (12 startów), bez zwycięstw indywidualnych.
Rekordy życiowe:
- bieg na 100 metrów – 10,4 (9 czerwca 1962, Warszawa)
- bieg na 200 metrów – 20,9 (11 października 1959, Poznań)[6]
- bieg na 400 metrów – 48,0 (12 września 1963, Warszawa)
- skok w dal – 7,37 (11 sierpnia 1957, Sopot)[7]

Był zawodnikiem Gwardii Warszawa.
Ukończył studia medyczne i pracował jako lekarz. Został pochowany na cmentarzu w Pyrach.